# Tróleis de Coimbra
A rede de tróleis da cidade de Coimbra, inaugurada em 1947, é única actualmente em funcionamento em Portugal, após o encerramento das de Braga e do Porto., e uma das duas na Península Ibérica — juntamente com o “metro sobre pneus” de Castelló de la Plana.
A rede é operada pela empresa municipal SMTUC, que também opera autocarros, um elevador público, e (até 1980) elétricos. A frota de tróleis conta com cerca de vinte unidades, de construção Salvador Caetano / Efacec, aos quais foi recentemente acrescentado um modelo Trolino da marca Solaris. Em 2003 foram adoptados dois tróleis do Porto que estavam destinados para o Museu do Carro Elétrico dos STCP (um simples e outro articulado).

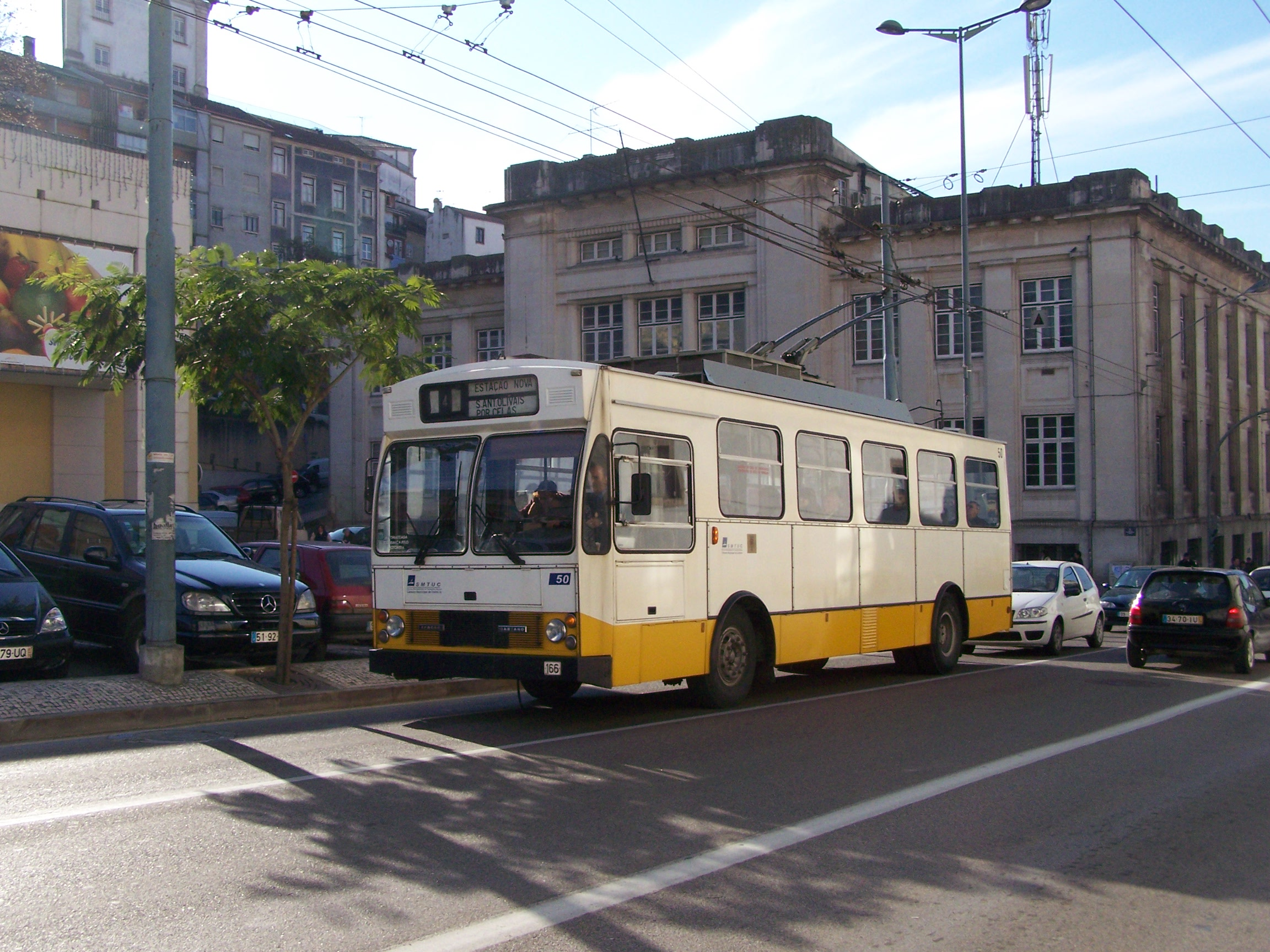
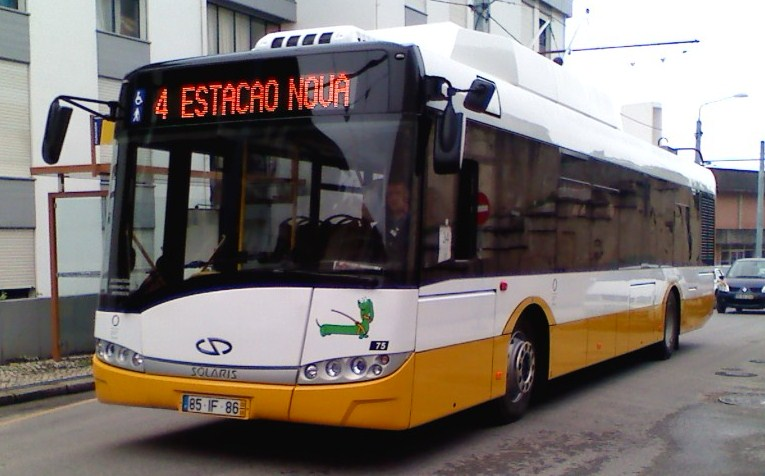
Veículo 75, um Trolino Solaris, servindo a carreira 4 dos SMTUC
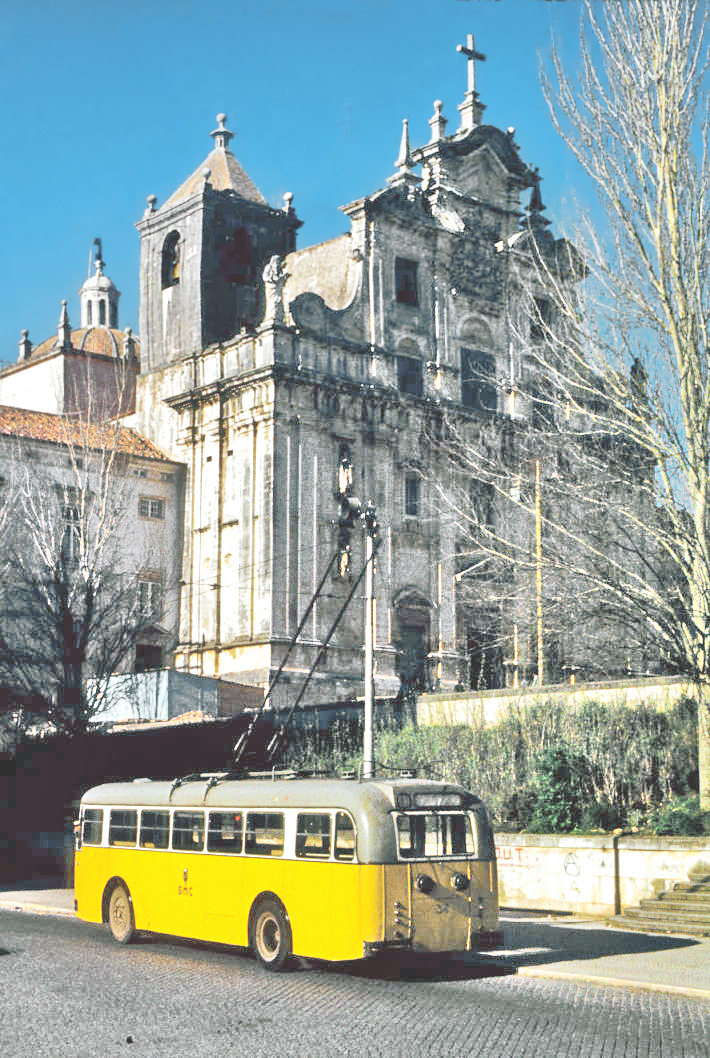
Trólei junto à Sé Nova em 1980